# The Ed Sullivan Show
The Ed Sullivan Show, amerikansk TV-show som sändes 1948-1971 med Ed Sullivan som programledare. Showen gick varje söndag klockan 20.00 på CBS. Alla möjliga sorters underhållning fick plats i showen: operasångare, rockstjärnor, singer-songwriters, komiker, balettdansare och cirkusshower. Programmet hette från början Toast of the Town, men kallades allmänt The Ed Sullivan Show långt innan det fick namnet officiellt 1955. 
Programmet sändes från CBS-TV Studio 50 i New York som idag heter Ed Sullivan Theater och är platsen där man spelade in The Late Show with David Letterman.
The Beatles första uppträdande i The Ed Sullivan Show, vilket skedde den 9 februari 1964, ses som en milstolpe i den amerikanska popkulturen och starten för den brittiska musikinvasionen i USA.

## Gäster
Notera att årtalet visar det första gästframträdandet.

### 1948
- Richard Rodgers
- Oscar Hammerstein II
- Dean Martin
- Jerry Lewis
- Monica Lewis
- Harry Hershfield
- Peggy Lee
- Irving Berlin
- Bob Hope
- Ezzard Charles
- Hope Emerson
- Nanette Fabray
- Nellie Lutcher
- Louis Armstrong

### 1949
- Sidney Blackmer
- Johnny Farrell
- Arthur Murray
- The Ravens
- Rudy Vallee
- Luise Rainer
- Sammy Cahn
- Skitch Henderson
- Lon McCallister
- Doretta Morrow
- Gene Nelson
- Jule Styne
- Forrest Tucker
- Tony Martin
- Jackie Gleason
- W.C. Handy
- Diana Barrymore
- Faye Emerson
- Vincent R. Impellitteri
- Patricia Morison
- Larry Storch
- Charles Laughton
- Buddy Baer
- Anne Jeffreys
- Nat King Cole
- John Carradine
- Jarmila Novotná
- Sigmund Romberg
- Paul Winchell
- Kitty Kallen
- Zero Mostel
- Harold Lloyd
- Vincent Richards
- Sam Levenson
- Juanita Hall
- Carmen Cavallaro
- Ethel Smith
- Sarah Vaughan
- Bobby Riggs
- Cab Calloway
- Stan Musial
- Jackie Robinson
- Buddy Rogers
- Edward Everett Horton
- Hazel Scott
- Sonny Tufts
- Phil Foster
- Louis Prima
- Victor Borge
- George Kirby
- Fletcher Henderson
- Peter Lawford
- Ethel Waters
- Billy Wilder
- Pearl Bailey
- Joey Bishop
- Buddy Young
- Oran Page
- Jack E. Leonard
- Peggy Ann Garner
- Georgia Gibbs
- Vaughn Monroe
- Fran Warren
- Billy Eckstine
- Adolph Green
- Maude Nugent
- Johnny Marks

### 1950
- Frankie Laine
- Lillian Roth
- Vic Damone
- Alice Pearce
- Dinah Shore
- Teresa Brewer
- Mel Tormé
- Ted Williams
- Diana Wynyard
- Gordon Jenkins
- Margaret O'Brien
- The Ink Spots
- Sammy Kaye
- Virginia Gibson
- Bernard Delfont
- Don Cornell
- Eileen Barton
- Milton Berle
- Robert Q. Lewis
- Ken Murray
- Jan August
- Willie Mosconi
- Kay Thompson
- Anna Maria Alberghetti
- Ames Brothers
- Katherine Dunham
- Patti Page
- Pauline Betz
- Norman Evans
- Ben Hogan
- Edward Arnold
- Perry Como
- Jane Froman
- Ray Middleton
- Kay Starr
- Henny Youngman
- Eddie Bracken
- Eleanor Steber
- Mel Allen
- Tommy Hanlon Jr
- Smith & Dale
- Chester Gould
- Hedy Lamarr
- Pat O'Brien
- Gloria Swanson
- Bert Lahr
- Brandon De Wilde
- Julie Harris
- Reginald Gardiner
- Leonard Warren
- Sarah Churchill
- Myron Cohen
- Lauritz Melchior
- John O'Hara
- Flora Robson
- Jerome Hines
- Cornelia Otis Skinner
- Margaret Truman
- Buster Keaton
- Jimmy Nelson
- Arthur Lake
- Victor Moore
- Rudolf Friml
- Nancy Walker
- Phil Rizzuto
- Princeton Triangle Club
- Ted Mack
- David Niven

### 1951
- Jack Carter
- Sugar Ray Robinson
- Moira Shearer
- Sam Snead
- Jan Murray
- Roland Young
- Margot Fonteyn
- Judith Anderson
- Dick Haymes
- Irv Kupcinet
- Ray McKinley
- Molly Picon
- Hume Cronyn
- Jessica Tandy
- Jo Sullivan
- Bobby Van
- Alan Young
- Helen Forrest
- Eva Le Gallienne
- Risë Stevens
- Lucienne Boyer
- Paul Hartman
- Terry-Thomas
- Jack Dempsey
- Douglas Fairbanks, Jr.
- Les Paul
- Mary Ford
- Donald Crisp
- John Gielgud
- Sidney Kingsley
- Claude Rains
- Peter Lind Hayes
- Jan Peerce
- Jean Babilée
- Ralph Bellamy
- Marc Connelly
- Eddie Arcaro
- Pinky Lee
- Robert Alda
- Menasha Skulnik
- Johnny Desmond
- Bil Baird
- Walter Abel
- Arthur Godfrey
- Robert Merrill
- Eddie Anderson
- Jane Morgan
- Yul Brynner
- Jersey Joe Walcott
- Professor Backwards
- Rose Marie
- Tony Fontane
- Jeanette MacDonald
- Gene Raymond
- Sammy Davis Jr.
- Maria Tallchief
- Dolores Gray
- Wally Cox
- Lena Horne
- Charles Winninger
- Otto Harbach
- Gertrude Lawrence
- Elsa Lanchester
- Sal Maglie
- Evelyn Knight
- Helen Hayes
- Martha Scott
- Bobby Thomson
- Allie Reynolds
- Eddie Stanky
- Humphrey Bogart
- Lauren Bacall
- Michael Bentine
- Yogi Berra
- José Greco
- Gil McDougald
- Constance Bennett
- Broderick Crawford
- Guy Mitchell
- Jack Pearl
- April Stevens
- Morton Downey
- Rocky Marciano
- Dane Clark
- Helen Gallagher
- Alfred Lunt
- James Mason
- Raymond Massey
- Robert E. Sherwood
- Sophie Tucker
- Ramon Novarro

### 1952
- Paul Henreid
- Mahalia Jackson
- Bert Wheeler
- Audrey Hepburn
- Beatrice Lillie
- Gilbert Miller
- Toni Arden
- Monty Woolley
- Virginia Grey
- Eddie Dowling
- Ted Lewis
- Eddie Fisher
- Rex Harrison
- Tony Bennett
- Marian Anderson
- Dorothy Kirsten
- Errol Flynn
- Paulette Goddard
- Dorothy Dandridge
- Eartha Kitt
- Yehudi Menuhin
- Elizabeth Kenny
- Vivienne Segal
- Celeste Holm
- Cloris Leachman
- Ray Middleton
- John Raitt
- Jack Cassidy
- Billy Daniels
- Orson Bean
- Leroy Anderson
- Cedric Hardwicke
- Will Rogers, Jr.
- Roger Price
- Joel Grey
- William Bendix
- Lucille Ball

### Fotnoter
1. ↑  Henrik Ek (19 december 2019). ”Beatles firar ett halv sekel” (på svenska). Expressen. https://www.expressen.se/noje/beatles-firar-ett-halv-sekel-nagot-speciellt/. Läst 19 december 2019.